# Целинный (Троицкий район)
Цели́нный — посёлок в Троицком районе Челябинской области. Административный центр Кособродского сельского поселения.

## География
Расположен в западной части района, в истоках реки Осиповский Лог. Рельеф — равнина (Западно-Сибирская равнина), ближайшие выс.— 271 и 301 м. Ландшафт — лесостепь.
Поселок связан грунтовыми и шоссейными дорогами с соседними населенными пунктами. Расстояние до районного центра (Троицк) 45 км.

## История
Поселок основан в 1954 на месте Кособродского сельхозкомбината как центральная усадьба совхоза «Кособродский» (создан на базе подсобного х-ва Кособродского противотуберкулезного санатория и нескольких небольших колхозов); первоначально относился к Осиповскому сельсовету.

## Население
| 2002 | 2010  |
| ---- | ----- |
| 1231 | ↘1221 |

По данным Всероссийской переписи, в 2010 году численность населения посёлка составляла 1221 человек (559 мужчин и 662 женщины).
(в 1956 — 782, в 1959 — 957, в 1970 — 1556, в 1983 — 1316, в 1995 — 1397).

## Улицы
Уличная сеть посёлка состоит из 10 улиц и 9 переулков.